# فيليب دي شامبين

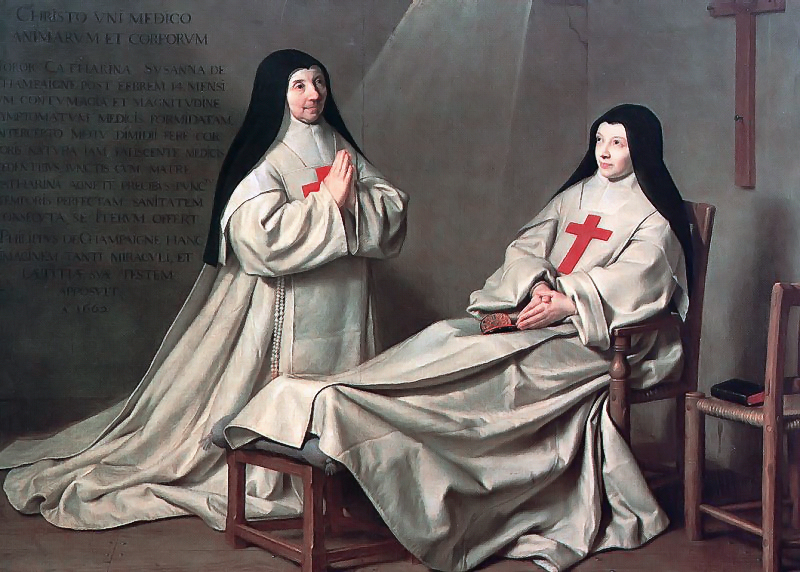
لوحة الراهبتان في متحف اللوفر

فيليب دي شامباين (بالفرنسية: Philippe de Champaigne)‏ هو رسام باروكي فرنسي بلجيكي ولد في يوم 26 مايو 1602 في بروكسل. درس في مدرسة الفن الفرنسي وأصبح أحد أعضاء الأكاديمية الملكية للرسم والنحت. تم رعاية أعماله من قبل ألبرت السابع، أرشيدوق النمسا وتلقى تعليمه من قبل جاك فوكوار. اشتهر بلوحة الراهبتين المعروضة حالياً في متحف اللوفر. توفي في يوم 12 أغسطس 1674.